# Ancylis oculifera
Ancylis oculifera is een vlinder uit de familie bladrollers (Tortricidae). De wetenschappelijke naam is voor het eerst geldig gepubliceerd in 1891 door Walsingham.
De soort komt voor in tropisch Afrika.